# Lac des Aigles
Lac des Aigles är en sjö i Kanada.   Den ligger i regionen Mauricie och provinsen Québec, i den sydöstra delen av landet, 250 km nordost om huvudstaden Ottawa. Lac des Aigles ligger 418 meter över havet. Arean är 4,4 kvadratkilometer. Den sträcker sig 3,6 kilometer i nord-sydlig riktning, och 4,5 kilometer i öst-västlig riktning.
I omgivningarna runt Lac des Aigles växer i huvudsak blandskog. Trakten runt Lac des Aigles är nära nog obefolkad, med mindre än två invånare per kvadratkilometer.